# Liste der Gewässer in Thüringen
Die Liste der Gewässer in Thüringen enthält die wichtigsten Gewässer und Talsperren in Thüringen. Die thüringischen Flüsse unterscheiden sich hinsichtlich ihrer Wassermenge erheblich. So führen Flüsse und Bäche, die im gebirgigen Süden entspringen, bei gleicher Länge oftmals viel mehr Wasser als Flüsse im flacheren Norden. Dies liegt daran, dass im Thüringer Wald viele sehr ergiebige Quellen liegen und dort meist auch mehr Niederschlag fällt als im Flachland.
Thüringen ist arm an natürlichen Seen und an Kanälen. Kanäle fehlen, mit Ausnahme des Leinakanals, völlig, was darauf zurückzuführen ist, dass Thüringen für die Schifffahrt bedeutungslos ist. Der Leinakanal wurde einst angelegt, um die wasserarme Stadt Gotha mit genügend Trinkwasser zu versorgen. Die natürlichen Seen in Thüringen sind alle sehr klein. Vereinzelt gibt es jedoch Teichgebiete wie zum Beispiel die Plothener Teiche bei Schleiz oder das Ilmenauer Teichgebiet im Ilm-Kreis.

## Fließgewässer
Die nachfolgende Liste enthält Fließgewässer in Thüringen, sortiert nach Länge ihres Verlaufes innerhalb der Landesgrenzen. Aufgeführt werden Flüsse mit mehr als 20 Kilometern Verlauf in Thüringen.
Legende:

Ländercode: Bayern = BY; Hessen = HE; Niedersachsen = NI; Sachsen = SN; Sachsen-Anhalt = ST; Thüringen = TH
Einzugsgebiete: E = Elbe; W = Weser; R = Rhein
| Fluss (EZG)                                     | Länge    | davon in TH | Quelle                                                  | Mündung                                           | Wichtige Nebenflüsse in Thüringen                   | Wichtige Orte am Fluss in Thüringen                                     |
| ----------------------------------------------- | -------- | ----------- | ------------------------------------------------------- | ------------------------------------------------- | --------------------------------------------------- | ----------------------------------------------------------------------- |
| Saale (E)                                       | 413 km   | 196,3 km    | im Fichtelgebirge bei Münchberg (BY)                    | in die Elbe bei Barby (ST)                        | Wisenta, Loquitz, Schwarza, Orla, Roda, Ilm         | Saalfeld, Rudolstadt, Kahla, Jena                                       |
| Werra (W)                                       | 292 km   | 187,0 km    | im Thüringer Schiefergebirge bei Masserberg (TH)        | in die Weser in Hann. Münden (Niedersachsen)      | Schleuse, Hasel, Schmalkalde, Felda, Ulster, Hörsel | Eisfeld, Hildburghausen, Meiningen, Bad Salzungen, Gerstungen, Treffurt |
| Unstrut (E)                                     | 192 km   | 134,6 km    | im Oberen Eichsfeld bei Kefferhausen (TH)               | in die Saale in Naumburg (ST)                     | Gera, Helbe, Wipper, Helme                          | Mühlhausen, Bad Langensalza, Sömmerda, Artern                           |
| Ilm (E)                                         | 128,7 km | 128,7 km    | im Thüringer Wald bei Stützerbach (TH)                  | in die Saale in Großheringen (TH)                 | Wohlrose, Schwarza, Magdel                          | Ilmenau, Stadtilm, Bad Berka, Weimar, Apolda                            |
| Wipper (E)                                      | 92,6 km  | 92,6 km     | im Ohmgebirge in Worbis (TH)                            | in die Unstrut bei Oldisleben (TH)                | Bode                                                | Bleicherode, Sondershausen, Kindelbrück                                 |
| Gera (E)                                        | 85,0 km  | 85,0 km     | im Thüringer Wald bei Gehlberg (TH)                     | in die Unstrut bei Gebesee (TH)                   | Wipfra, Apfelstädt                                  | Arnstadt, Erfurt                                                        |
| Weiße Elster (E)                                | 257 km   | 64,3 km     | im Elstergebirge bei Asch (Tschechien)                  | in die Saale in Halle (ST)                        | Weida                                               | Greiz, Gera, Bad Köstritz                                               |
| Weida (E)                                       | 63 km    | 56,6 km     | im Vogtland bei Pausa (SN)                              | in die Weiße Elster in Wünschendorf (TH)          | Auma                                                | Zeulenroda-Triebes, Hohenleuben, Weida                                  |
| Helbe (E)                                       | 56,6 km  | 56,6 km     | in der Hainleite bei Helbedündorf (TH)                  | in die Unstrut bei Weißensee (TH)                 | keine                                               | Ebeleben, Greußen                                                       |
| Schwarza* (E)                                   | 54 km    | 54 km       | im Thüringer Schiefergebirge bei Neuhaus (TH)           | in die Saale in Rudolstadt (TH)                   | Lichte, Sorbitz                                     | Katzhütte, Schwarzburg, Bad Blankenburg                                 |
| Nesse (W)                                       | 52,6 km  | 52,6 km     | in der Fahner Höhe bei Erfurt (TH)                      | in die Hörsel in Eisenach (TH)                    | Leinakanal, Böber                                   | Eisenach                                                                |
| Wisenta (E)                                     | 55 km    | 49,3 km     | im Vogtland bei Rothenacker (TH)                        | in die Saale bei Ziegenrück (TH)                  | Zeitera                                             | Schleiz                                                                 |
| Hörsel (W)                                      | 48,5 km  | 48,5 km     | in Thüringer Wald bei Friedrichroda (TH)                | in die Werra in Hörschel (TH)                     | Nesse, Leinakanal                                   | Wutha-Farnroda, Eisenach                                                |
| Helme (E)                                       | 65 km    | 46,7 km     | im Eichsfeld bei Stöckey (TH)                           | in die Unstrut bei Artern (TH)                    | Zorge, Salza, Haferbach, Röstegraben, Rohne         | Nordhausen, Heringen                                                    |
| Lossa (E)                                       | 44,4 km  | 44,4 km     | in der Finne bei Rastenberg (TH)                        | in die Unstrut bei Oldisleben (TH)                | Scherkonde, Schafau                                 | Rastenberg, Kölleda                                                     |
| Apfelstädt (E)                                  | 40,6 km  | 40,6 km     | im Thüringer Wald bei Oberhof (TH)                      | in die Gera bei Neudietendorf (TH)                | Ohra, Roth                                          | Georgenthal, Günthersleben, Wechmar, Neudietendorf                      |
| Wipfra (E)                                      | 39,6 km  | 39,6 km     | im Thüringer Wald bei Ilmenau (TH)                      | in die Gera bei Ichtershausen (TH)                | keine                                               | keine                                                                   |
| Felda (W)                                       | 38,8 km  | 38,8 km     | in der Rhön bei Kaltennordheim (TH)                     | in die Werra in Dorndorf (TH)                     | keine                                               | Kaltennordheim, Dermbach, Stadtlengsfeld, Dorndorf                      |
| Leine (W)                                       | 281 km   | 37,8 km     | in Leinefelde (TH)                                      | in die Aller bei Schwarmstedt (NI)                | Geislede                                            | Leinefelde-Worbis, Heiligenstadt, Uder                                  |
| Orla (E)                                        | 35,9 km  | 35,9 km     | bei Triptis (TH)                                        | in die Saale in Orlamünde (TH)                    | Kotschau                                            | Neustadt, Pößneck, Orlamünde                                            |
| Auma (E)                                        | 34,2 km  | 34,2 km     | bei Auma (Thüringen)                                    | in die Weida in Weida (TH)                        | keine                                               | Auma, Harth-Pöllnitz, Weida                                             |
| Pleiße (E)                                      | 90 km    | 34,1 km     | bei Reichenbach (SN)                                    | in die Weiße Elster in Leipzig (SN)               | Sprotte                                             | Gößnitz, Nobitz, Altenburg                                              |
| Schleuse (W)                                    | 33,8 km  | 33,8 km     | im Thüringer Wald bei Frauenwald (TH)                   | in die Werra in Kloster Veßra (TH)                | Nahe                                                | Schleusingen                                                            |
| Steinach (R)                                    | 57 km    | 32,5 km     | im Thüringer Schiefergebirge bei Neuhaus (TH)           | in die Rodach bei Redwitz (BY)                    | keine                                               | Lauscha, Steinach, Sonneberg                                            |
| Roda (E)                                        | 32,2 km  | 32,2 km     | im Thüringer Holzland bei Neustadt (TH)                 | in die Saale in Jena-Lobeda (TH)                  | keine                                               | Stadtroda                                                               |
| Gramme (E)                                      | 30,0 km  | 30,0 km     | am Ettersberg bei Weimar (TH)                           | in die Unstrut bei Straußfurt (TH)                | keine                                               | keine                                                                   |
| Zorge (E)                                       | 38 km    | 29,7 km     | im Harz bei Braunlage (NI)                              | in die Helme bei Heringen (TH)                    | Wieda, Bere                                         | Ellrich, Nordhausen                                                     |
| Sormitz (E)                                     | 29,2 km  | 29,2 km     | im Thüringer Schiefergebirge bei Wurzbach (TH)          | in die Loquitz bei Leutenberg (TH)                | keine                                               | Wurzbach, Leutenberg                                                    |
| Hasel (W)                                       | 28,6 km  | 28,6 km     | im Thüringer Wald bei Suhl (TH)                         | in die Werra bei Meiningen (TH)                   | Schwarza                                            | Suhl, Rohr, Grimmenthal                                                 |
| Schwarza/Schönau (W)                            | 28,0 km  | 28,0 km     | im Thüringer Wald bei Oberhof (TH)                      | in die Hasel bei Rohr (TH)                        | Lichtenau                                           | Steinbach-Hallenberg, Viernau                                           |
| Flutgraben (Badraer- bzw. Thallebener Bach) (E) | 27,0 km  | 27,0 km     | am Stadtforst Sondershausen bei Badra (TH)              | in die Unstrut bei Artern (TH)                    | keine                                               | Bad Frankenhausen, Artern                                               |
| Sprotte (E)                                     | 27,0 km  | 27,0 km     | bei Ronneburg (TH)                                      | in die Pleiße in Selleris (TH)                    | keine                                               | Schmölln, Saara                                                         |
| Scherkonde (E)                                  | 26,2 km  | 26,2 km     | am Ettersberg bei Weimar (TH)                           | in die Unstrut bei Sömmerda (TH)                  | Lache                                               | Buttelstedt                                                             |
| Schmalkalde (W)                                 | 24,9 km  | 24,9 km     | im Thüringer Wald bei Kleinschmalkalden (TH)            | in die Werra bei Wernshausen (TH)                 | Stille                                              | Floh-Seligenthal, Schmalkalden                                          |
| Ulster (W)                                      | 56 km    | 23,8 km     | in der Rhön bei Hilders (HE)                            | in die Werra in Philippsthal (HE)                 | keine                                               | Geisa, Unterbreizbach                                                   |
| Gerstenbach (E)                                 | 23,0 km  | 23,0 km     | bei Schmölln (TH)                                       | in die Pleiße in Treben (TH)                      | keine                                               | keine                                                                   |
| Schmale Gera (E)                                | 23,0 km  | 23,0 km     | bei Erfurt (TH)                                         | in die Unstrut bei Straußfurt (TH)                | keine                                               | Stotternheim                                                            |
| Elte (W)                                        | 22,5 km  | 22,5 km     | im Thüringer Wald bei Ruhla (TH)                        | in die Werra in Lauchröden (TH)                   | keine                                               | keine                                                                   |
| Loquitz (E)                                     | 33 km    | 22,5 km     | im Thüringer Schiefergebirge bei Steinbach am Wald (BY) | in die Saale bei Kaulsdorf (TH)                   | Sormitz                                             | Probstzella                                                             |
| Suhl (W)                                        | 22,3 km  | 22,3 km     | im Thüringer Wald bei Ruhla (TH)                        | in die Werra bei Gerstungen (TH)                  | keine                                               | Marksuhl                                                                |
| Notter (E)                                      | 21,9 km  | 21,9 km     | im Dün bei Menteroda (TH)                               | in die Unstrut bei Mühlhausen (TH)                | keine                                               | Schlotheim, Körner                                                      |
| Bode (E)                                        | 20,7 km  | 20,7 km     | im Ohmgebirge bei Bischofferode (TH)                    | in die Wipper bei Bleicherode (TH)                | Bleiche                                             | Bischofferode, Bleicherode                                              |
| Rauda (E)                                       | 20,5 km  | 20,5 km     | im Thüringer Holzland bei Hermsdorf (TH)                | in die Weiße Elster in Crossen an der Elster (TH) | keine                                               | Bad Klosterlausnitz                                                     |

* Die Länge der Schwarza wird vom Thüringer Landesamt für Statistik mit 71,6 km angegeben. Dabei handelt es sich jedoch um eine fehlerhafte Angabe.

## Standgewässer
In Thüringen gibt es keine größeren natürlichen Seen. Nachfolgend gibt es eine Auswahl der 171 Talsperren und Rückhaltebecken in Thüringen.
| Name                                                                                    | Gestauter Fluss                 | Volumen (Mio. m³) | Oberfläche (ha) | Ort                             | Kreis                                  | Jahr der Inbetriebnahme  |
| --------------------------------------------------------------------------------------- | ------------------------------- | ----------------- | --------------- | ------------------------------- | -------------------------------------- | ------------------------ |
| Bleilochtalsperre*                                                                      | Saale                           | 215,00            | 920             | Saalburg-Ebersdorf              | Saale-Orla-Kreis                       | 1932                     |
| Hohenwarte-Stausee*                                                                     | Saale                           | 182,00            | 730             | Hohenwarte                      | Saalfeld-Rudolstadt                    | 1941                     |
| Talsperre Leibis-Lichte / Vorsperre Deesbach                                            | Lichte                          | 32,40             | 120             | Unterweißbach                   | Saalfeld-Rudolstadt                    | 2005                     |
| Talsperre Zeulenroda                                                                    | Weida                           | 30,40             | 228             | Zeulenroda-Triebes              | Greiz                                  | 1975                     |
| Haselbacher See                                                                         | gefluteter Tagebau (Braunkohle) | 25,00             | 340             | Lucka                           | Altenburger Land                       | 2002                     |
| Talsperre Schönbrunn                                                                    | Schleuse                        | 23,20             | 100             | Schleusegrund                   | Hildburghausen                         | 1975                     |
| Talsperre Schmalwasser                                                                  | Schmalwasser                    | 21,20             | 80              | Tambach-Dietharz                | Gotha                                  | 1995                     |
| Pumpspeicherwerk Goldisthal (Unterbecken)                                               | Schwarza                        | 18,90             | ca. 150         | Goldisthal                      | Sonneberg                              | 2002                     |
| Rückhaltebecken Straußfurt                                                              | Unstrut                         | 19,20             | 239             | Straußfurt                      | Sömmerda                               | 1961                     |
| Ohra-Talsperre                                                                          | Ohra                            | 17,50             | 82              | Luisenthal                      | Gotha                                  | 1967                     |
| Pumpspeicherwerk Goldisthal (Oberbecken)                                                | Schwarza                        | 13,50             | 55              | Goldisthal                      | Sonneberg                              | 2002                     |
| Talsperre Wechmar                                                                       | Apfelstädt                      | 11,7              | 39              | Wechmar                         | Gotha                                  | 1981                     |
| Talsperre Seebach                                                                       | Singelbach                      | 11,3              | 105             | Oppershausen                    | Unstrut-Hainich-Kreis                  | 1976                     |
| Talsperre Birkungen                                                                     | Ohne                            | 10,7              | 35              | Leinefelde                      | Eichsfeld                              | 1985                     |
| Weidatalsperre                                                                          | Weida                           | 9,73              | 93              | Triebes                         | Greiz                                  | 1956                     |
| Talsperre Schömbach                                                                     | Wyhra                           | 7,71              | 175             | Langenleuba-Niederhain          | Altenburger Land                       | 1972                     |
| Talsperre Ratscher                                                                      | Schleuse                        | 5,64              | 93              | Schleusingen                    | Hildburghausen                         | 1983                     |
| Talsperre Burgkhammer*                                                                  | Saale                           | 6,42              | 78              | Burgk                           | Saale-Orla-Kreis                       | 1932                     |
| Leubatalsperre                                                                          | Leuba                           | 5,54              | 60              | Hohenleuben                     | Greiz                                  | 1982                     |
| Talsperre Eichicht*                                                                     | Saale                           | 5,21              | 71              | Kamsdorf                        | Saalfeld-Rudolstadt                    | 1945                     |
| Talsperre Heyda                                                                         | Wipfra                          | 5,00              | 95              | Ilmenau                         | Ilm-Kreis                              | 1988                     |
| Vorsperre Deesbach                                                                      | Lichte                          | 3,48              | 22              | Deesbach                        | Saalfeld-Rudolstadt                    | 1991                     |
| Hohenwarte II Oberbecken                                                                | Saale                           | 3,28              | 22              | Löhma (Leutenberg)              | Saalfeld-Rudolstadt                    | 1966                     |
| Talsperre Großbrembach                                                                  | Scherkonde                      | 2,82              | 55              | Großbrembach                    | Sömmerda & Weimarer Land               | 1973                     |
| Talsperre Walsburg (Wisenta-Unterbecken)*                                               | Saale                           | 2,54              | 46              | Ziegenrück                      | Saale-Orla-Kreis                       | 1939                     |
| Talsperre Dachwig                                                                       | Jordan                          | 2,10              | 96              | Erfurt                          | Gotha                                  | 1976                     |
| Talsperre Scheibe-Alsbach                                                               | Schwarza                        | 2,10              | 25              | Neuhaus am Rennweg              | Sonneberg                              | 1944                     |
| Talsperre Vippachedelhausen                                                             | Wolfsbach, Ellbach              | 2,08              | 34              | Vippachedelhausen               | Weimarer Land                          | 1971                     |
| Talsperre Windischleuba                                                                 | Pleiße                          | 2,03              | 130             | Windischleuba                   | Altenburger Land                       | 1953                     |
| Hochwasserrückhaltebecken Grimmelshausen                                                | Werra                           | 1,85              | 85              | Grimmelshausen                  | Hildburghausen                         | 1990                     |
| Talsperre Lössau                                                                        | Wisenta                         | 1,49              | 34              | Schleiz                         | Saale-Orla-Kreis                       | 1985                     |
| Talsperre Tüngeda/Wangenheim                                                            | Mittagswasser                   | 1,48              | 57,66           | Tüngeda, Wangenheim             | Gotha                                  | 1978                     |
| Talsperre Iberg                                                                         | Krebsbach                       | 1,34              | 3               | Herrmannsacker                  | Nordhausen                             | 1952                     |
| Talsperre Frohndorf                                                                     | Scherkonde                      | 1,29              | 56              | Sömmerda                        | Sömmerda & Weimarer Land               | 1970                     |
| Talsperre Neustadt                                                                      | Krebsbach                       | 1,24              | 14              | Neustadt/Harz                   | Nordhausen                             | 1905                     |
| Talsperre Lütsche                                                                       | Lütsche                         | 1,15              | 14              | Frankenhain                     | Ilm-Kreis                              | 1938                     |
| Wisenta-Oberbecken*                                                                     | Wisenta                         | 1,04              | 28              | Ziegenrück                      | Saale-Orla-Kreis                       | 1934                     |
| Stausee Hohenfelden                                                                     | Krummbach                       | 1,00              | 38              | Hohenfelden                     | Weimarer Land                          | 1975                     |
| Talsperre Vieselbach                                                                    | Vieselbach                      | 0,87              | 17              | Vieselbach                      | Weimarer Land                          | 1982                     |
| Talsperre Tambach-Dietharz                                                              | Apfelstädt                      | 0,78              | 11              | Tambach-Dietharz                | Gotha                                  | 1906                     |
| Talsperre Hopfgarten                                                                    | Gramme                          | 0,77              | 22              | Erfurt                          | Weimarer Land                          | 1979                     |
| Aumatalsperre                                                                           | Auma                            | 0,74              | 13              | Weida                           | Greiz                                  | 1936                     |
| Hochwasserrückhaltebecken Luhne-Lengefeld                                               | Luhne                           | 0,68              | 16              | Lengefeld                       | Unstrut-Hainich-Kreis                  | 1955                     |
| Gräftiegelsperre                                                                        | Schwarza                        | 0,63              | ?               | Scheibe-Alsbach                 | Sonnerberg                             | 2000                     |
| Talsperre Triptis                                                                       | Orla                            | 0,49              | 14              | Triptis                         | Saale-Orla-Kreis                       | 1980                     |
| Talsperre Erletor                                                                       | Finstere Erle                   | 0,43              | 5               | Suhl                            | Hildburghausen                         | 1968                     |
| ehemalige Talsperre Krebsbach (2007 zurückgebaut)                                       | Krebsbach                       | 0,32              | 7               | Greiz                           | Greiz                                  | 1964                     |
| Die mit Sternchen gekennzeichneten Talsperren gehören zum Talsperrensystem Saalekaskade | Saale                           | 414,00            | 1.800           | von Bad Lobenstein bis Saalfeld | Saale-Orla-Kreis & Saalfeld-Rudolstadt | 1932/1939/1941/1945/1966 |

## KanäleundGräben
- Leinakanal
- Sächsische und Schwarzburgische Helbe-Gräben

## Wasserreichtum
| Fluss        | Pegelstandort        | Durchschnitt- licher Abfluss (m³/s) | Rekordjahres- abfluss (m³/s) | EZG (km²) | km unterhalb Quelle |
| ------------ | -------------------- | ----------------------------------- | ---------------------------- | --------- | ------------------- |
| Werra1       | Bad Sooden-Allendorf | 46,5                                | 585 (1946)                   | 5.166 km² | 259                 |
| Saale        | Camburg              | 31,4                                | 299 (1939)                   | 3.977 km² | 226                 |
| Werra        | Frankenroda          | 40,8                                | 450 (1946)                   | 4.214 km² | 201                 |
| Unstrut      | Oldisleben           | 18,8                                | 220 (1947)                   | 4.174 km² | 115                 |
| Weiße Elster | Gera-Langenberg      | 15,2                                | 667 (1954)                   | 2.186 km² | 141                 |
| Ilm          | Niedertrebra         | 5,9                                 | 105 (1994)                   | 894 km²   | 118                 |
| Gera         | Erfurt-Möbisburg     | 5,9                                 | 220 (1994)                   | 843 km²   | 55                  |

1 Die Werra ist auf einem kurzen Abschnitt zwischen Wahlhausen und Lindewerra im Eichsfeld Grenzfluss zwischen Hessen und Thüringen, während ihr Verlauf davor und danach beidseitig durch Hessen führt. Der Pegel Allendorf liegt in Hessen kurz oberhalb des Grenzabschnittes zu Thüringen. Der Werra-Pegel in Frankenroda liegt weiter oberhalb im Einzugsgebiet, wo beide Ufer zum Thüringer Gebiet gehören.

## Die größten Städte und die sie durchfließenden Gewässer

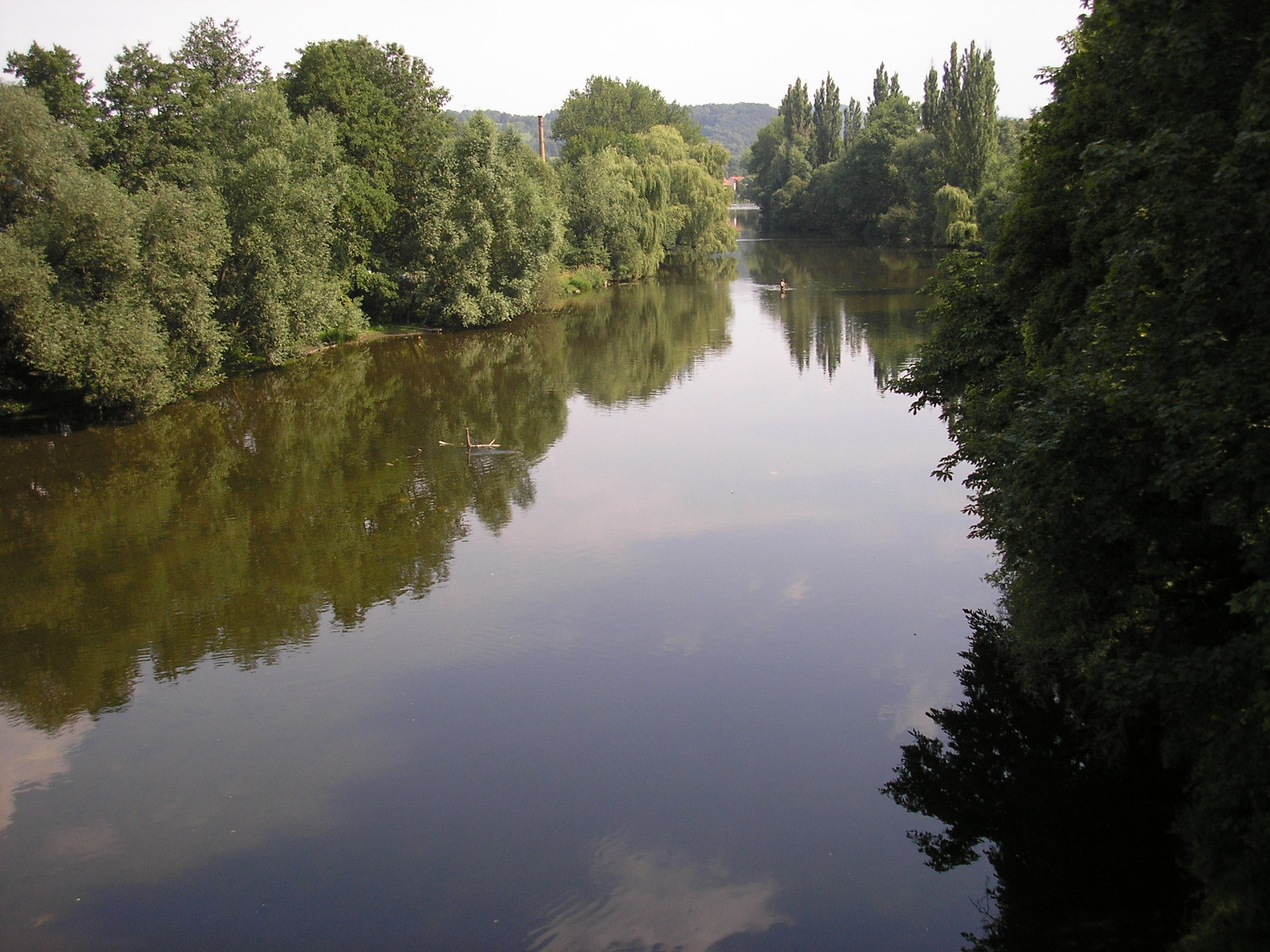
Die Saale in Saalfeld

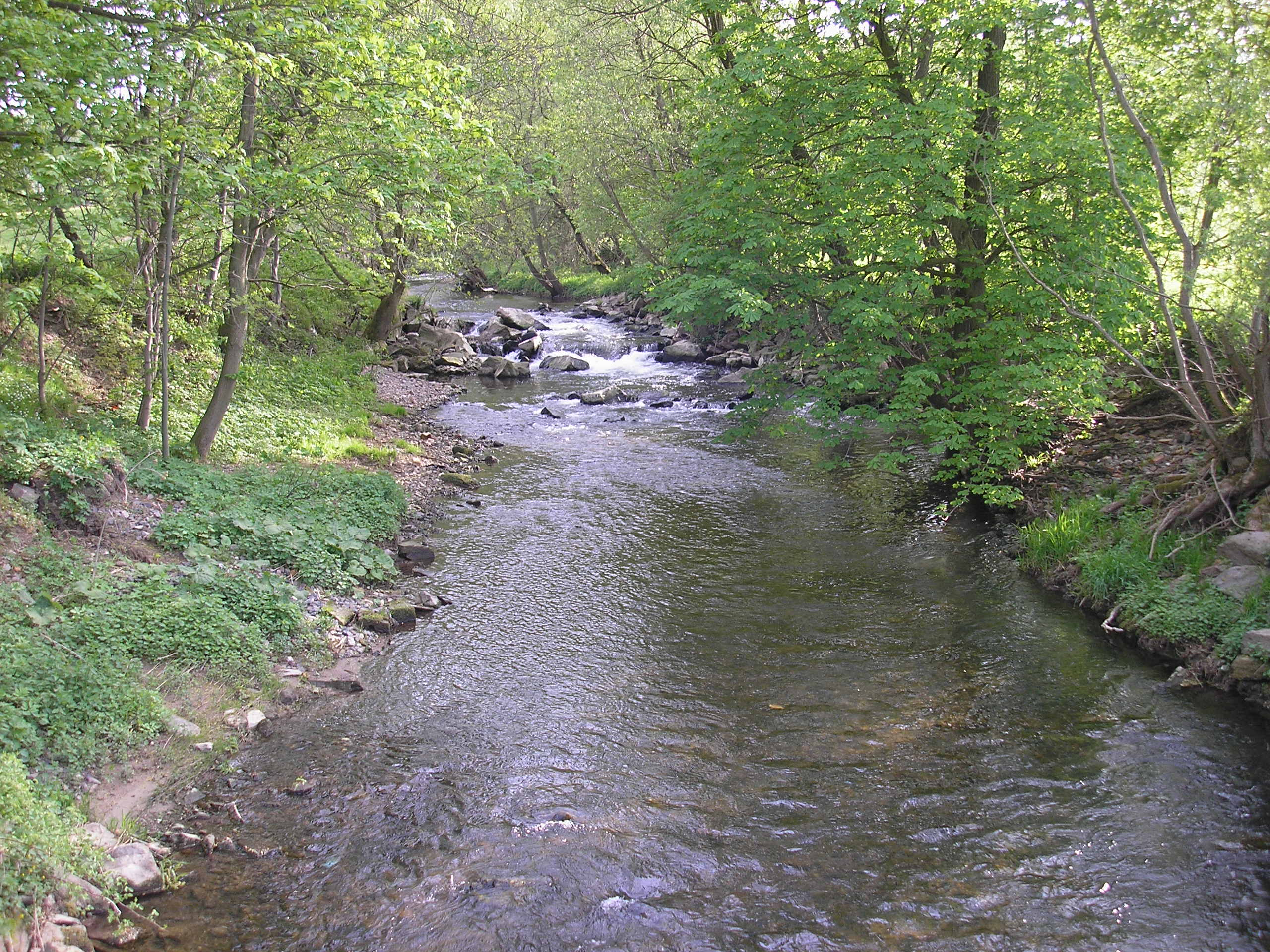
Oberlauf der Ilm bei Ilmenau

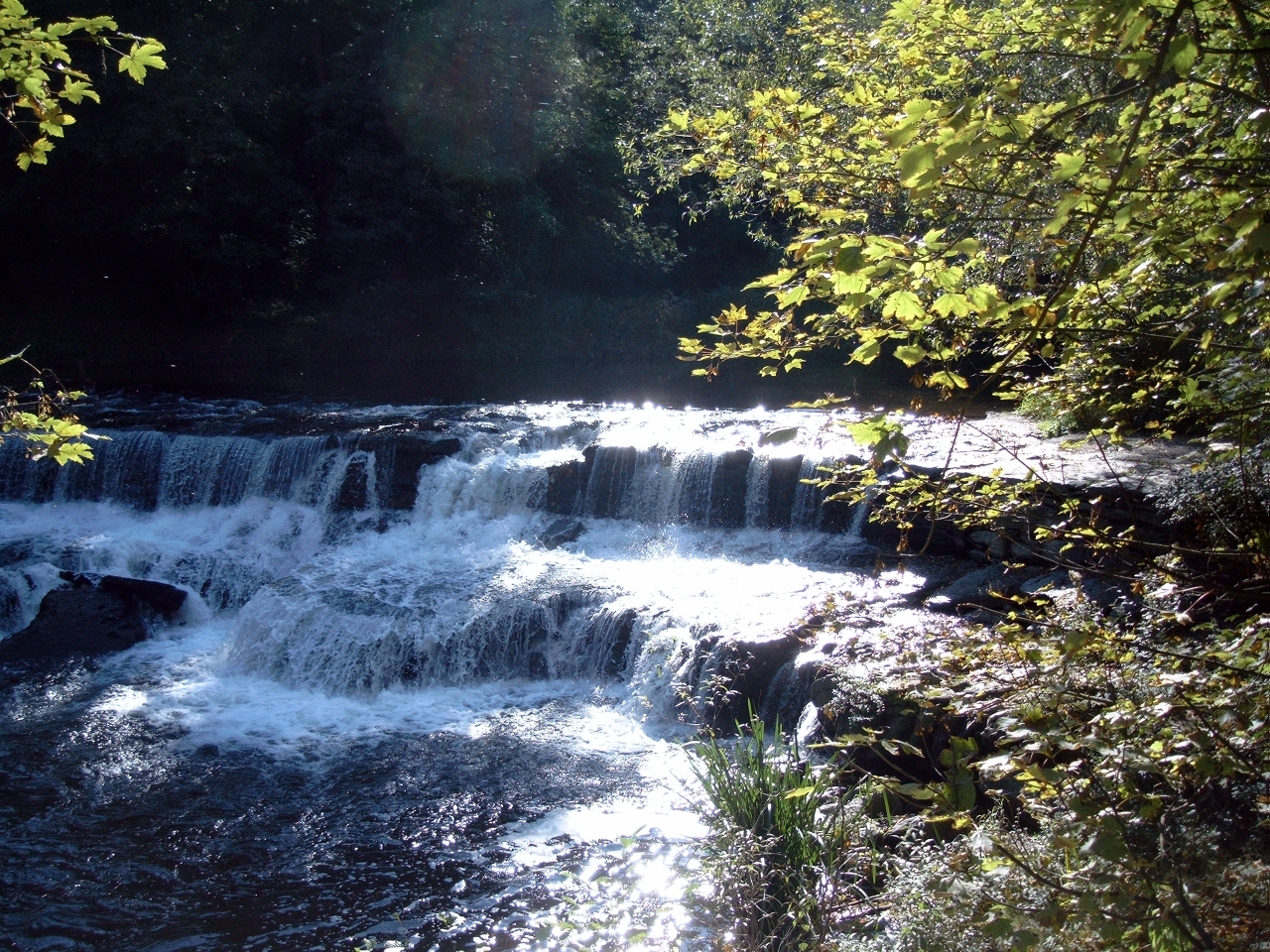
Schwarza

| - Erfurt – Gera - Gera – Weiße Elster - Jena – Saale - Weimar – Ilm - Gotha – keine natürlichen Flüsse, Leinakanal - Nordhausen – Zorge - Eisenach – Hörsel - Suhl – Hasel - Altenburg – Pleiße - Mühlhausen – Unstrut | - Saalfeld – Saale - Ilmenau – Ilm - Arnstadt – Gera - Rudolstadt – Saale - Apolda – Krebsbach - Greiz – Weiße Elster - Sonneberg – Röthen bzw. Röden - Sondershausen – Wipper - Meiningen – Werra - Sömmerda – Unstrut |